# Liste der Kulturdenkmäler in Schotten
Die folgende Liste enthält die in der Denkmaltopographie ausgewiesenen Kulturdenkmäler auf dem Gebiet  der  Stadt Schotten, Vogelsbergkreis, Hessen.
Hinweis: Die Reihenfolge der Denkmäler in dieser Liste orientiert sich zunächst an Stadtteilen und anschließend der Anschrift, alternativ ist sie auch nach der Bezeichnung, der vom Landesamt für Denkmalpflege vergebenen Nummer oder der Bauzeit sortierbar.
Kulturdenkmäler werden fortlaufend im Denkmalverzeichnis des Landes Hessen durch das Landesamt für Denkmalpflege Hessen auf Basis des Hessischen Denkmalschutzgesetzes (HDSchG) geführt. Die Schutzwürdigkeit eines Kulturdenkmals hängt nicht von der Eintragung in das Denkmalverzeichnis des Landes Hessen oder der Veröffentlichung in der Denkmaltopographie ab.

Das Vorhandensein oder Fehlen eines Objekts in dieser Liste ist keine rechtsverbindliche Auskunft darüber, ob es Kulturdenkmal ist oder nicht: Diese Liste entspricht möglicherweise nicht dem aktuellen Stand der offiziellen Denkmaltopographie. Diese ist für Hessen in den entsprechenden Bänden der Denkmaltopographie Bundesrepublik Deutschland und im Internet unter DenkXweb – Kulturdenkmäler in Hessen einsehbar. Auch diese Quellen sind, obwohl sie durch das Landesamt für Denkmalpflege Hessen aktualisiert werden, nicht immer aktuell, da es im Denkmalbestand immer wieder Änderungen gibt.
Eine verbindliche Auskunft erteilt allein das Landesamt für Denkmalpflege Hessen.
Nutze diese Kartenansicht, um Koordinaten in der Liste zu setzen. In dieser Kartenansicht sind Kulturdenkmale ohne Koordinaten mit einem roten bzw. orangen Marker dargestellt und können in der Karte gesetzt werden. Kulturdenkmale ohne Bild sind mit einem blauen bzw. roten Marker gekennzeichnet, Kulturdenkmale mit Bild mit einem grünen bzw. orangen Marker.

## Kulturdenkmäler in der Kernstadt
| Bild                    | Bezeichnung                                              | Lage | Beschreibung                       | Bauzeit | Objekt-Nr. |
| ----------------------- | -------------------------------------------------------- | --- | ---------------------------------- | ------- | ---------- |
| Bild gesucht BW         | Gesamtanlage Schotten I (Altstadt)                       | Schotten, Altenburg 2, 6, 8, 10, 12, 13, 14, 15, 17; Gartenstraße 1, 3; Karlstraße 1–8, 10, 10A, 14, 16, 18, 20, 22, 24; Kirchstraße 1–13, 16, 18, 20, 22, 23, 25, 27, 29, 31, 33, 34, 36, 38, 40, 43, 45, 47, 49, 51, 53, 55, 57; Kleine Mühlgasse 1, 3, 10, 12, 18; Lohgasse 3; Ludwigstraße 2–6, 8–14, 16, 18, 19, 20, 21, 23, 33, 35; Marktstraße 1–10, 10B, 11, 12, 13, 19–22, 22A, 22B, 22C, 23–28, 28A, 29–32, 32A, 33–36, 36A, 37, 38, 41, 43, 45, 47, 49, 51, 53, 55, 57, 59, 61, 63, 65; Mühlgasse 2, 4, 8, 10, 12, 14, 16, 18, 20, 31, 33; Neuer Weg 4, 6, 11, 13, 15, 16, 18, 20; Neugasse 1–12, 14, 16, 18; Otto-Müller-Straße 2A, 2B, 4, 8, 10, 11, 12, 14, 16; Petersiliengasse 1, 3, 4, 5, 9, 11, 12, 13, 14; Schlossgasse 1, 2, 2A, 3, 5, 6, 8, 8A, 9–13, 15, 17, 18, 18A, 19–24, 26, 30, 34, 36, 38, 40, 42, 44, 46, 48, 50, 52; Vogelsbergstraße 55, 59, 61, 63, 65, 65A, 67, 69, 71, 73, 75, 77, 79, 81–84, 84A, 85, 87, 88, 90–105, 105A, 106–114, 116, 118, 120, 121, 121A, 122–132, 144, 146, 150, 150A, 152, 154, 156 Lage |                                    |         | 124200 DDB |
| Bild gesucht BW         | Gesamtanlage Schotten II (südwestliche Stadterweiterung) | Schotten, Alte Straße 2, 13; Am Hohenwiesenweg 1, 3, 5–8, 10, 11, 13, 14, 15, 17, 18, 19, 21; Vogelsbergstraße 33, 35, 37, 37A, 41, 43, 45–50, 52, 54, 56, 66, 68, 70, 72, 74, 76, 80 Lage |                                    |         | 124201 DDB |
| Bild gesucht BW         | Gesamtanlage Schotten III (Gederner Straße)              | Schotten, Gederner Straße 2, 4, 6, 8, 10–15, 16, 18 Lage |                                    |         | 123992 DDB |
| Bild gesucht BW         | Gesamtanlage Schotten IV (nordöstliche Stadterweiterung) | Schotten, Vogelsbergstraße 139, 141, 143, 145, 147, 147A, 149, 151, 155, 160, 162, 164, 166, 168, 170, 172, 174, 178, 180 Lage |                                    |         | 124241 DDB |
| weitere Bilder          | Hofanlage                                                | Schotten, Altenburg 6, 8, 10, 12 LageFlur: 1, Flurstück: 589/4, 590/3, 592/6 |                                    |         | 123272 DDB |
| weitere Bilder          | Alteburg                                                 | Schotten, Altenburg 14 LageFlur: 1, Flurstück: 1859/1, 586/5, 586/8 |                                    |         | 122472 DDB |
| Bild gesucht BW         | Fachwerkhaus                                             | Schotten, Altenburg 15 LageFlur: 1, Flurstück: 583/1 |                                    |         | 123273 DDB |
| Bild gesucht BW         | Fachwerkhaus                                             | Schotten, Am Bockzahl 2 LageFlur: 4, Flurstück: 79 |                                    |         | 123274 DDB |
| Ehemaliges Finanzamt    | Ehemaliges Finanzamt                                     | Schotten, Am Hohenwiesenweg 1 LageFlur: 14, Flurstück: 49/5 |                                    |         | 122656 DDB |
| Bild gesucht BW         | Wohnhaus                                                 | Schotten, Am Hohenwiesenweg 3 LageFlur: 14, Flurstück: 49/3 |                                    |         | 122703 DDB |
| Bild gesucht BW         | Villa                                                    | Schotten, Am Hohenwiesenweg 14 LageFlur: 14, Flurstück: 46/2 |                                    |         | 124328 DDB |
| Bild gesucht BW         | Grundstücksbegrenzung                                    | Schotten, Am Hohenwiesenweg 18 LageFlur: 14, Flurstück: 76/4 |                                    |         | 124167 DDB |
| Bild gesucht BW         | Wohnhaus                                                 | Schotten, Am Schießhorst 6 LageFlur: 32, Flurstück: 322/3 |                                    |         | 122702 DDB |
| Bild gesucht BW         | Ehemaliges Postamt                                       | Schotten, Gederner Straße 2 LageFlur: 2, Flurstück: 103/5 |                                    |         | 123277 DDB |
| Bild gesucht BW         | Wohnhaus                                                 | Schotten, Gederner Straße 4 LageFlur: 2, Flurstück: 104/1 |                                    |         | 123278 DDB |
| Bild gesucht BW         | Wohnhaus                                                 | Schotten, Gederner Straße 6 LageFlur: 2, Flurstück: 106 |                                    |         | 124163 DDB |
| Bild gesucht BW         | Villa                                                    | Schotten, Gederner Straße 8 LageFlur: 2, Flurstück: 107/1 |                                    | 1902    | 122701 DDB |
| Bild gesucht BW         | Wohnhaus                                                 | Schotten, Gederner Straße 10 LageFlur: 2, Flurstück: 108 |                                    |         | 123279 DDB |
| Bild gesucht BW         | Villa                                                    | Schotten, Gederner Straße 15 LageFlur: 2, Flurstück: 91 |                                    |         | 123280 DDB |
| Bild gesucht BW         | Sogenanntes Spiesdenkmal                                 | Schotten, Im Nübelerhölzchen (gegenüber Vogelsbergstraße 2) LageFlur: 16, Flurstück: 41 |                                    |         | 122832 DDB |
| weitere Bilder          | Jüdischer Friedhof                                       | Schotten, Judenfriedhof (Julie-Herold-Straße) LageFlur: 17, Flurstück: 133 |                                    |         | 934722 DDB |
| Bild gesucht BW         | Wohnhäuser                                               | Schotten, Karlstraße 2, 4, 6 LageFlur: 1, Flurstück: 875/2, 876/1, 877/1 |                                    |         | 124423 DDB |
| Bild gesucht BW         | Gustavsburg                                              | Schotten, Karlstraße 38 LageFlur: 3, Flurstück: 79/3 |                                    |         | 123281 DDB |
| Bild gesucht BW         | Ehemalige Hessische Forstschule                          | Schotten, Karl-Weber-Straße 2 LageFlur: 32, Flurstück: 324/1 |                                    |         | 123282 DDB |
| weitere Bilder          | Evangelische Stadtkirche Liebfrauen                      | Schotten, Kirchstraße 1 LageFlur: 1, Flurstück: 537 |                                    |         | 122866 DDB |
| weitere Bilder          | Gasthaus Zur Krone                                       | Schotten, Kirchstraße 2 LageFlur: 1, Flurstück: 538/1 |                                    |         | 123283 DDB |
| weitere Bilder          | Fachwerkhaus                                             | Schotten, Kirchstraße 4, Vogelsbergstraße 134 LageFlur: 1, Flurstück: 539/3 |                                    |         | 122855 DDB |
| weitere Bilder          | Fachwerkhaus                                             | Schotten, Kirchstraße 5, Neuer Weg 6 LageFlur: 1, Flurstück: 320/1 |                                    |         | 122856 DDB |
| weitere Bilder          | Fachwerkhaus                                             | Schotten, Kirchstraße 9 LageFlur: 1, Flurstück: 329 | Teil der Gesamtanlage I (Altstadt) |         | 955633     |
| weitere Bilder          | Fachwerkhaus                                             | Schotten, Kirchstraße 10 LageFlur: 1, Flurstück: 543/1 |                                    |         | 123285 DDB |
| weitere Bilder          | Wohnhaus                                                 | Schotten, Kirchstraße 12 LageFlur: 1, Flurstück: 544/2 |                                    |         | 123286 DDB |
| weitere Bilder          | Fachwerkhaus                                             | Schotten, Kirchstraße 16 und 18 LageFlur: 1, Flurstück: 509, 510 |                                    |         | 123287 DDB |
| weitere Bilder          | Fachwerkhaus                                             | Schotten, Kirchstraße 20 LageFlur: 1, Flurstück: 508/2 |                                    |         | 123288 DDB |
| weitere Bilder          | Fachwerkhaus                                             | Schotten, Kirchstraße 27 LageFlur: 1, Flurstück: 342/2 |                                    |         | 122830 DDB |
| weitere Bilder          | Wohnhaus                                                 | Schotten, Kirchstraße 27 LageFlur: 1, Flurstück: 342/2 |                                    |         | 124161 DDB |
| weitere Bilder          | Ehemaliges erstes Pfarrhaus, Dietrich-Bonhoeffer-Haus    | Schotten, Kirchstraße 34 LageFlur: 1, Flurstück: 492/6 |                                    |         | 123289 DDB |
| weitere Bilder          | Fachwerkhaus                                             | Schotten, Kirchstraße 38 und 40 LageFlur: 1, Flurstück: 498/4, 499 |                                    |         | 124319 DDB |
| weitere Bilder          | Doppelhaus                                               | Schotten, Kirchstraße 53 und 55 LageFlur: 1, Flurstück: 513/3, 514/4 |                                    |         | 123290 DDB |
| weitere Bilder          | Fachwerkwohnhaus                                         | Schotten, Kirchstraße 57 LageFlur: 1, Flurstück: 515/6 |                                    |         | 122858 DDB |
| Bild gesucht BW         | Fachwerkhaus                                             | Schotten, Kleine Mühlgasse 10 LageFlur: 1, Flurstück: 954/4 |                                    |         | 123291 DDB |
| Bild gesucht BW         | Scheune                                                  | Schotten, Kleine Mühlgasse 12 LageFlur: 1, Flurstück: 951/1 |                                    |         | 122857 DDB |
| Bild gesucht BW         | Ehemalige Wagnersmühle                                   | Schotten, Kleine Mühlgasse 18 LageFlur: 1, Flurstück: 986/1 |                                    |         | 123292 DDB |
| Bild gesucht BW         | Ehemalige Oberförsterei mit Garten                       | Schotten, Lohgasse 3 LageFlur: 1, Flurstück: 390/2 |                                    |         | 122867 DDB |
| Bild gesucht BW         | Fachwerkhaus                                             | Schotten, Ludwigstraße 2 LageFlur: 1, Flurstück: 681 |                                    |         | 124320 DDB |
| Bild gesucht BW         | Fachwerkhaus                                             | Schotten, Ludwigstraße 9 LageFlur: 3, Flurstück: 170/1 |                                    |         | 122854 DDB |
| Bild gesucht BW         | Wohn- und Geschäftshaus                                  | Schotten, Ludwigstraße 14 LageFlur: 1, Flurstück: 694 |                                    |         | 123293 DDB |
| Bild gesucht BW         | Fachwerkhaus                                             | Schotten, Ludwigstraße 20 LageFlur: 1, Flurstück: 699/3 |                                    |         | 124160 DDB |
| Bild gesucht BW         | Fachwerkhaus                                             | Schotten, Ludwigstraße 23 LageFlur: 3, Flurstück: 166 |                                    |         | 124162 DDB |
| Bild gesucht BW         | Fachwerkhaus                                             | Schotten, Ludwigstraße 33 LageFlur: 1, Flurstück: 971 |                                    |         | 123294 DDB |
| weitere Bilder          | Rathaus                                                  | Schotten, Marktstraße 1 LageFlur: 1, Flurstück: 785 |                                    |         | 122865 DDB |
| weitere Bilder          | Fachwerkhaus                                             | Schotten, Marktstraße 2 LageFlur: 1, Flurstück: 786/9 |                                    |         | 123300 DDB |
| weitere Bilder          | Fachwerkhaus                                             | Schotten, Marktstraße 3 LageFlur: 1, Flurstück: 784/1 |                                    |         | 123301 DDB |
| Wohn- und Geschäftshaus | Wohn- und Geschäftshaus                                  | Schotten, Marktstraße 6 LageFlur: 1, Flurstück: 791/5 |                                    |         | 123302 DDB |
| Fachwerkhaus            | Fachwerkhaus                                             | Schotten, Marktstraße 7 LageFlur: 1, Flurstück: 782/3 |                                    |         | 124454 DDB |
| weitere Bilder          | Fachwerkhaus                                             | Schotten, Marktstraße 8 LageFlur: 1, Flurstück: 793/6 |                                    |         | 123303 DDB |
| weitere Bilder          | Fachwerkhaus                                             | Schotten, Marktstraße 10 LageFlur: 1, Flurstück: 794/1 |                                    |         | 123304 DDB |
| weitere Bilder          | Fachwerkhaus                                             | Schotten, Marktstraße 12 LageFlur: 1, Flurstück: 795/1 |                                    |         | 123344 DDB |
| Fachwerkhaus            | Fachwerkhaus                                             | Schotten, Marktstraße 13 LageFlur: 1, Flurstück: 760/9 |                                    |         | 124453 DDB |
| weitere Bilder          | Fachwerkhaus                                             | Schotten, Marktstraße 19 LageFlur: 1, Flurstück: 771/6 |                                    |         | 123345 DDB |
| Fachwerkhaus            | Fachwerkhaus                                             | Schotten, Marktstraße 20 LageFlur: 1, Flurstück: 802/2 |                                    |         | 124367 DDB |
| weitere Bilder          | Fachwerkhaus                                             | Schotten, Marktstraße 21 LageFlur: 1, Flurstück: 768/2 |                                    |         | 123346 DDB |
| weitere Bilder          | Fachwerkhaus                                             | Schotten, Marktstraße 22 LageFlur: 1, Flurstück: 855/4 |                                    |         | 123347 DDB |
| Bild gesucht BW         | Wohn- und Geschäftshaus                                  | Schotten, Marktstraße 25 LageFlur: 1, Flurstück: 964/5 |                                    |         | 123455 DDB |
| weitere Bilder          | Fachwerkhaus                                             | Schotten, Marktstraße 26 LageFlur: 1, Flurstück: 859 |                                    |         | 123348 DDB |
| weitere Bilder          | Fachwerkhaus                                             | Schotten, Marktstraße 28 LageFlur: 1, Flurstück: 860/4 |                                    |         | 124321 DDB |
| weitere Bilder          | Fachwerkhaus                                             | Schotten, Marktstraße 29, Marktstraße LageFlur: 1, Flurstück: 1757/1, 963 |                                    |         | 124330 DDB |
| Fachwerkhaus            | Fachwerkhaus                                             | Schotten, Marktstraße 32 LageFlur: 1, Flurstück: 865/2 |                                    |         | 123349 DDB |
| weitere Bilder          | Fachwerkhaus                                             | Schotten, Marktstraße 32A und 34 LageFlur: 1, Flurstück: 865/2, 870 |                                    |         | 123350 DDB |
| Bild gesucht BW         | Fachwerkhaus                                             | Schotten, Marktstraße 36 LageFlur: 1, Flurstück: 874/3 |                                    |         | 124066 DDB |
| Fachwerkhaus            | Fachwerkhaus                                             | Schotten, Marktstraße 37 LageFlur: 1, Flurstück: 943/8 |                                    |         | 123886 DDB |
| Bild gesucht BW         | Fachwerkhaus                                             | Schotten, Marktstraße 55 und 57 LageFlur: 1, Flurstück: 924, 925/1 |                                    |         | 124065 DDB |
| Bild gesucht BW         | Fachwerkhaus                                             | Schotten, Mühlgasse 2 und 8 LageFlur: 1, Flurstück: 750/1, 750/2, 751/1, 751/2 |                                    |         | 123351 DDB |
| weitere Bilder          | Fachwerkhaus                                             | Schotten, Mühlgasse 4 LageFlur: 1, Flurstück: 748/1 |                                    |         | 123352 DDB |
| weitere Bilder          | Fachwerkhaus                                             | Schotten, Mühlgasse 10 LageFlur: 1, Flurstück: 752/1 |                                    |         | 123353 DDB |
| weitere Bilder          | Ehemalige Stadtmühle                                     | Schotten, Mühlgasse 20 LageFlur: 1, Flurstück: 763/6 |                                    |         | 124322 DDB |
| Bild gesucht BW         | Alte Schmiede                                            | Schotten, Mühlgasse 31 LageFlur: 1, Flurstück: 710/7 |                                    |         | 124164 DDB |
| weitere Bilder          | Fachwerkhaus                                             | Schotten, Neugasse 1 LageFlur: 1, Flurstück: 470/1 |                                    |         | 123355 DDB |
| weitere Bilder          | Fachwerkhaus                                             | Schotten, Neugasse 2 LageFlur: 1, Flurstück: 567/5 |                                    |         | 123356 DDB |
| weitere Bilder          | Fachwerkhaus                                             | Schotten, Neugasse 8 LageFlur: 1, Flurstück: 574/1 |                                    |         | 123357 DDB |
| weitere Bilder          | Fachwerkhaus                                             | Schotten, Neugasse 14 LageFlur: 1, Flurstück: 456/1 |                                    |         | 123358 DDB |
| weitere Bilder          | Fachwerkhaus                                             | Schotten, Neugasse 16 und 18 LageFlur: 1, Flurstück: 454/5, 455/3 |                                    |         | 123359 DDB |
| Scheune                 | Scheune                                                  | Schotten, Petersiliengasse 9 LageFlur: 1, Flurstück: 447/2 |                                    |         | 122859 DDB |
| weitere Bilder          | Fachwerkhaus                                             | Schotten, Petersiliengasse 11 LageFlur: 1, Flurstück: 450/5 |                                    |         | 122853 DDB |
| weitere Bilder          | Ehemalige Zehntscheune                                   | Schotten, Schloßgasse 1 LageFlur: 1, Flurstück: 493/5 |                                    |         | 123361 DDB |
| weitere Bilder          | Sog. Bürgermeister-Fendt-Haus                            | Schotten, Schloßgasse 2 und 2A LageFlur: 1, Flurstück: 399/3, 399/4 |                                    |         | 123362 DDB |
| weitere Bilder          | Fachwerkhaus                                             | Schotten, Schloßgasse 5 LageFlur: 1, Flurstück: 496/1 |                                    |         | 122852 DDB |
| weitere Bilder          | Schloss                                                  | Schotten, Schloßgasse 6 LageFlur: 1, Flurstück: 382/1, 383, 384, 385/3 |                                    |         | 122700 DDB |
| weitere Bilder          | Fachwerkhaus                                             | Schotten, Schloßgasse 9 LageFlur: 1, Flurstück: 521/2 |                                    |         | 123363 DDB |
| weitere Bilder          | Sogenannter Eppsteiner Keller                            | Schotten, Schloßgasse 10 und 12 LageFlur: 1, Flurstück: 376/35, 376/36 |                                    |         | 122699 DDB |
| weitere Bilder          | Fachwerkhaus                                             | Schotten, Schloßgasse 17 LageFlur: 1, Flurstück: 528 |                                    |         | 122657 DDB |
| weitere Bilder          | Fachwerkhaus                                             | Schotten, Schlossgasse 20 LageFlur: 1, Flurstück: 370/1 |                                    |         | 122698 DDB |
| weitere Bilder          | Fachwerkhaus                                             | Schotten, Schloßgasse 42 LageFlur: 1, Flurstück: 352/5 |                                    |         | 122697 DDB |
| Bild gesucht BW         | Güterhalle des ehemaligen Schottener Bahnhofs            | Schotten, Seestraße 1 LageFlur: 2, Flurstück: 21/4 |                                    |         | 122831 DDB |
| Bild gesucht BW         | Ehemalige Lokhalle der Bahnstrecke Nidda-Schotten        | Schotten, Seestraße 9 LageFlur: 2, Flurstück: 45/2 |                                    |         | 124342 DDB |
| Bild gesucht BW         | Villa                                                    | Schotten, Vogelsbergstraße 35 LageFlur: 2, Flurstück: 11 |                                    |         | 123365 DDB |
| Bild gesucht BW         | Villa                                                    | Schotten, Vogelsbergstraße 40 LageFlur: 14, Flurstück: 463 |                                    |         | 123366 DDB |
| Bild gesucht BW         | Ehemaliges „Posthäuschen“                                | Schotten, Vogelsbergstraße 52 LageFlur: 14, Flurstück: 86/11 |                                    |         | 122696 DDB |
| Bild gesucht BW         | Ehemaliges Kreisamt                                      | Schotten, Vogelsbergstraße 53 LageFlur: 2, Flurstück: 5 |                                    |         | 122695 DDB |
| Bild gesucht BW         | Ehemaliges Lagergebäude                                  | Schotten, Vogelsbergstraße 63 LageFlur: 1, Flurstück: 411/2 |                                    |         | 124323 DDB |
| Bild gesucht BW         | Villa                                                    | Schotten, Vogelsbergstraße 66 LageFlur: 14, Flurstück: 34/3 |                                    |         | 122694 DDB |
| weitere Bilder          | Ehemaliges „Hessisches Haus“                             | Schotten, Vogelsbergstraße 67 und 69 LageFlur: 1, Flurstück: 420/4 |                                    |         | 122693 DDB |
| Bild gesucht BW         | Doppelhaus                                               | Schotten, Vogelsbergstraße 68 und 70 LageFlur: 14, Flurstück: 36/1, 38/1 |                                    |         | 122692 DDB |
| Sachteil Wandbild       | Sachteil Wandbild                                        | Schotten, Vogelsbergstraße 69 LageFlur: 1, Flurstück: 420/4 |                                    |         | 122691 DDB |
| weitere Bilder          | Sogenannter Posthof                                      | Schotten, Vogelsbergstraße 71 LageFlur: 1, Flurstück: 428/7, 434/4, 444/2, 445/2 |                                    |         | 122860 DDB |
| Bild gesucht BW         | Wohnhaus                                                 | Schotten, Vogelsbergstraße 72 LageFlur: 14, Flurstück: 41/2 |                                    |         | 123367 DDB |
| Bild gesucht BW         | Ehemalige Weinhandlung Cellarius                         | Schotten, Vogelsbergstraße 74 LageFlur: 14, Flurstück: 43/1 |                                    |         | 122690 DDB |
| weitere Bilder          | Fachwerkhaus                                             | Schotten, Vogelsbergstraße 75 LageFlur: 1, Flurstück: 435/3 |                                    |         | 124368 DDB |
| Bild gesucht BW         | Wohnhaus                                                 | Schotten, Vogelsbergstraße 76 LageFlur: 14, Flurstück: 45/2 |                                    |         | 123368 DDB |
| weitere Bilder          | Fachwerkhaus                                             | Schotten, Vogelsbergstraße 77 LageFlur: 1, Flurstück: 439/3 |                                    |         | 122868 DDB |
| weitere Bilder          | Ehemaliger Frankfurter Hof                               | Schotten, Vogelsbergstraße 87, Altenburg 2 LageFlur: 1, Flurstück: 559/2 |                                    |         | 122851 DDB |
| Bild gesucht BW         | Wohnhaus                                                 | Schotten, Vogelsbergstraße 88 LageFlur: 1, Flurstück: 393/3 |                                    |         | 123369 DDB |
| Bild gesucht BW         | Hofanlage                                                | Schotten, Vogelsbergstraße 92 LageFlur: 1, Flurstück: 397/1 |                                    |         | 124438 DDB |
| Bild gesucht BW         | Ehemaliges Stadtwirtshaus                                | Schotten, Vogelsbergstraße 93 LageFlur: 1, Flurstück: 556/4 |                                    |         | 123370 DDB |
| weitere Bilder          | Haus Weber, Vogelsberger Heimatmuseum                    | Schotten, Vogelsbergstraße 95 LageFlur: 1, Flurstück: 555/3 |                                    |         | 122840 DDB |
| Bild gesucht BW         | Wohn- und Geschäftshaus                                  | Schotten, Vogelsbergstraße 96 LageFlur: 1, Flurstück: 399/5 |                                    |         | 123371 DDB |
| Bild gesucht BW         | Fachwerkhaus                                             | Schotten, Vogelsbergstraße 101 LageFlur: 1, Flurstück: 600 |                                    |         | 122850 DDB |
| weitere Bilder          | Fachwerkhaus                                             | Schotten, Vogelsbergstraße 102 LageFlur: 1, Flurstück: 491 |                                    |         | 124165 DDB |
| Fachwerkhaus            | Fachwerkhaus                                             | Schotten, Vogelsbergstraße 103 LageFlur: 1, Flurstück: 603/1 |                                    |         | 122849 DDB |
| weitere Bilder          | Fachwerkhaus                                             | Schotten, Vogelsbergstraße 104 LageFlur: 1, Flurstück: 490 |                                    |         | 124166 DDB |
| weitere Bilder          | Fachwerkhaus                                             | Schotten, Vogelsbergstraße 109 LageFlur: 1, Flurstück: 615/3 |                                    |         | 122848 DDB |
| Fachwerkhaus            | Fachwerkhaus                                             | Schotten, Vogelsbergstraße 110 LageFlur: 1, Flurstück: 486/2 |                                    |         | 123887 DDB |
| weitere Bilder          | Fachwerkhaus                                             | Schotten, Vogelsbergstraße 111 LageFlur: 1, Flurstück: 614/4 |                                    |         | 124422 DDB |
| Fachwerkhaus            | Fachwerkhaus                                             | Schotten, Vogelsbergstraße 112 LageFlur: 1, Flurstück: 485/4 |                                    |         | 124014 DDB |
| weitere Bilder          | Fachwerkhaus                                             | Schotten, Vogelsbergstraße 113 LageFlur: 1, Flurstück: 619/16 |                                    |         | 122847 DDB |
| Bild gesucht BW         | Fachwerkhaus                                             | Schotten, Vogelsbergstraße 114 LageFlur: 1, Flurstück: 484/2 |                                    |         | 122846 DDB |
| Bild gesucht BW         | Sachteil spätmittelalterliches Dachtragwerk              | Schotten, Vogelsbergstraße 118 LageFlur: 1, Flurstück: 479/1 |                                    |         | 938626 DDB |
| weitere Bilder          | Villa und ehemalige Druckerei und Verlagshaus Engel      | Schotten, Vogelsbergstraße 121 und 121A LageFlur: 1, Flurstück: 1835/3 |                                    | 1911    | 122833 DDB |
| weitere Bilder          | Fachwerkhaus                                             | Schotten, Vogelsbergstraße 126 LageFlur: 1, Flurstück: 548/1 |                                    |         | 122834 DDB |
| Fachwerkhaus            | Fachwerkhaus                                             | Schotten, Vogelsbergstraße 132, Vogelsbergstraße LageFlur: 1, Flurstück: 1738/7, 552/1 |                                    |         | 124013 DDB |
| Bild gesucht BW         | Schulbauten                                              | Schotten, Vogelsbergstraße 133 und 137 LageFlur: 1, Flurstück: 1813/10, 1813/3 |                                    |         | 123372 DDB |
| Wohnhaus                | Wohnhaus                                                 | Schotten, Vogelsbergstraße 143 LageFlur: 4, Flurstück: 75 |                                    |         | 122835 DDB |
| Wohnhaus                | Wohnhaus                                                 | Schotten, Vogelsbergstraße 145 LageFlur: 4, Flurstück: 74 |                                    |         | 123373 DDB |
| Bild gesucht BW         | Ehemalige Synagoge                                       | Schotten, Vogelsbergstraße 146 LageFlur: 1, Flurstück: 672/5 |                                    |         | 123374 DDB |
| Bild gesucht BW         | Fachwerkhaus                                             | Schotten, Vogelsbergstraße 147 und 147A LageFlur: 4, Flurstück: 73 |                                    |         | 123375 DDB |
| Bild gesucht BW         | Ehemalige Möbelschreinerei Grandhomme                    | Schotten, Vogelsbergstraße 150 LageFlur: 1, Flurstück: 669/2 |                                    |         | 123376 DDB |
| Bild gesucht BW         | Villa                                                    | Schotten, Vogelsbergstraße 155 LageFlur: 4, Flurstück: 62/5 |                                    |         | 122845 DDB |
| Bild gesucht BW         | Festhalle                                                | Schotten, Vogelsbergstraße 166 LageFlur: 3, Flurstück: 159/5 |                                    |         | 122844 DDB |
| Bild gesucht BW         | Villa                                                    | Schotten, Vogelsbergstraße 168 LageFlur: 3, Flurstück: 151/1 |                                    |         | 122843 DDB |
| Bild gesucht BW         | Villa                                                    | Schotten, Vogelsbergstraße 178 LageFlur: 3, Flurstück: 137 |                                    |         | 122841 DDB |
| Bild gesucht BW         | Wohnhaus                                                 | Schotten, Vogelsbergstraße 180 LageFlur: 3, Flurstück: 136/2 |                                    |         | 123378 DDB |
| Bild gesucht BW         | Ehemalige Adamsmühle                                     | Schotten, Vogelsbergstraße 188 LageFlur: 4, Flurstück: 28 |                                    |         | 123379 DDB |
| Bild gesucht BW         | Ehemalige Villa Hortmann                                 | Schotten, Vogelsbergstraße 196 LageFlur: 6, Flurstück: 10 |                                    |         | 124346 DDB |
| Bild gesucht BW         | Ehemalige Gänsmühle                                      | Schotten, Vogelsbergstraße 220 LageFlur: 6, Flurstück: 5 |                                    |         | 122842 DDB |
| Bild gesucht BW         | Brücke über die Nidda                                    | Schotten, Nidda (Bei Vogelsbergstraße 220) LageFlur: 6, Flurstück: 7 |                                    |         | 123364 DDB |
| weitere Bilder          | Gefallenendenkmäler                                      | Schotten, Warte LageFlur: 17, Flurstück: 77/4 |                                    |         | 122689 DDB |
| Bild gesucht BW         | Friedhof                                                 | Schotten, Zum Alten Feld 2 LageFlur: 4, Flurstück: 181/8 |                                    |         | 123380 DDB |
| Bild gesucht BW         | Försterdenkmal                                           | Schotten, Außerhalb der Ortslage (Altenburgskopf) LageFlur: 8, Flurstück: 34 |                                    |         | 123276 DDB |
| Bild gesucht BW         | Killiansherberge oder Falltorhaus                        | Schotten, Außerhalb der Ortslage (Außenliegend 22) LageFlur: 20, Flurstück: 5 |                                    |         | 123275 DDB |

## Kulturdenkmäler in den Stadtteilen
siehe Liste der Kulturdenkmäler in den Stadtteilen von Schotten